# Kruna Kastilije
Kruna Kastilije je nastala 1230. godine posljednjim ujedinjenjem kraljevine Kastilije i Leóna. Te godine, Ferdinand III. postaje kralj Kastilije i kralj Leona (u koju su bile uključene stare kraljevine Galicije  i Asturije).

## Kraljevina León i Kraljevina Kastilija
Kraljevina Leon je nastala iz Kraljevine Asturije. Kraljevina Kastilija je isprva bila grofovija u okviru Kraljevine Leon, i tijekom druge polovice 10. i prve polovice 11. stoljeća naizmjence bila pod vlašću ili Leona ili Navare, a kasnije će poprimiti zvanje kraljevine.
I prije 1230. godine, Kraljevine Leon i Kastilija su se dva puta ujedinjavale:
- Godine 1037. Ferdinand I. ujedinjuje po prvi put ove dvije kraljevine. Nakon njegove smrti, 1065. godine, kraljevine se dijele na sinove i samim tim razdvajaju.
- Godine 1072. Alfons VI. ih ponovo ujedinjuje. To ujedinjenje će trajati više od 80 godina, do smrti Alfonsa VII.

Ferdinand III. je naslijedio Kraljevinu Kastiliju od svoje majke, Berenguele, a Kraljevinu Leon od svog oca, Alfonsa IX. Također je svoja područja proširio na dolinu Guadalqivira i Kraljevinu Murciju iskoristivši slabljenje almohadskog kraljevstva na jugu Pirinejskog poluotoka.
Vladari Krune Kastilije imali su sljedeće titule: Kralj Kastilije, Leona, Toleda, Galicije, Murcije, Jaéna, Cordobe i Seville, i knez Biscaye i Moline. Prijestolonasljednik Krune Kastilije nosio je titulu princa od Asturije.